# Anisoplia tempestiva
Anisoplia tempestiva är en skalbaggsart som beskrevs av Wilhelm Ferdinand Erichson 1847. Anisoplia tempestiva ingår i släktet Anisoplia och familjen Rutelidae. Inga underarter finns listade i Catalogue of Life.